# FN Большой Медведицы
FN Большой Медведицы (лат. FN Ursae Majoris), HD 71951 — двойная звезда в созвездии Большой Медведицы на расстоянии приблизительно 1294 световых лет (около 397 парсеков) от Солнца. Видимая звёздная величина звезды — от +8,7m до +8,29m.

## Характеристики
Первый компонент — красная пульсирующая медленная неправильная переменная звезда (LB) спектрального класса Mb.